# رودولف فون تافل
رودولف فون تافل Rudolf von Tavel (ولد في 21 ديسمبر 1866- مات في برن في 18 أكتوبر 1934) كاتب وصحفي سويسري, كان يكتب مؤلفاته باللغة الألمانية بلهجة مدينة برن.

## حياته
ينتمي رودولف فون تافل إلى عائلة برجوازية ثرية. درس الفلسفة في جامعة هايدلبرغ. ألف كتبه بلهجة مدينة برن, وتعد كتبه من أكثر الكتب التي كتبت باللهجة العامية قراءة في سويسرا حتى الآن.
دفن رودولف في مقبرة شوسهالدن في برن. وتقوم مكتبة برن القومية بحفظ أعماله وكتاباته ومخطوطاته الأصلية.